# Haloxazolam
Haloxazolam (comercializado no Japão sob a marca Somelin), é um medicamento derivado da benzodiazepina. Possui propriedades hipnóticas semelhantes às dos benzodiazepínicos triazolam, temazepam e flunitrazepam e, como tal, é indicado para o tratamento de insônia. Um estudo em gatos comparando estazolam e haloxazolam descobriu que haloxazolam afeta apenas os neurônios motores gama, enquanto  o estazolam afeta neurônios motores alfa e gama.